# Premier ministre du Nunavut
Le premier ministre du Nunavut (en anglais : Premier of Nunavut) est le chef du gouvernement du territoire canadien du Nunavut depuis le 1er avril 1999.

## Élection
Le premier ministre est élu par l'Assemblée législative et est ensuite nommé par le commissaire du Nunavut. Il peut être destitué par le vote d'une motion de défiance.

## Pouvoirs
Il détient des pouvoirs légèrement inférieurs à ceux des autres premiers ministres des provinces canadiennes. Il dirige un gouvernement de consensus.

## Historique
Depuis 1999, six premiers ministres, dont une femme, se sont succédé. Un seul, Paul Okalik, a rempli deux mandats successifs et un autre, Paul Quassa, a été destitué à la suite du vote d'une motion de défiance par l'Assemblée législative.

## Premiers ministres
| Premier ministre | Premier ministre | Premier ministre | Dates du mandat  | Dates du mandat  | Durée du mandat           | Assemblées | Circonscription électorale | Parti politique |
| ---------------- | ---------------- | ---------------- | ---------------- | ---------------- | ------------------------- | ---------- | -------------------------- | --------------- |
| 1er              |                  | Paul Okalik      | 1er avril 1999   | 19 novembre 2008 | 9 ans, 7 mois et 18 jours | 1re 2e     | Iqaluit-ouest              | Indépendant     |
| 2e               |                  | Eva Aariak       | 19 novembre 2008 | 19 novembre 2013 | 5 ans                     | 3e         | Iqaluit-est                | Indépendant     |
| 3e               |                  | Peter Taptuna    | 19 novembre 2013 | 21 novembre 2017 | 4 ans et 2 jours          | 4e         | Kugluktuk                  | Indépendant     |
| 4e               |                  | Paul Quassa      | 21 novembre 2017 | 14 juin 2018     | 6 mois et 24 jours        | 5e         | Aggu                       | Indépendant     |
| 5e               |                  | Joe Savikataaq   | 14 juin 2018     | 19 novembre 2021 | 3 ans, 5 mois et 5 jours  | 5e         | Arviat-sud                 | Indépendant     |
| 6e               |                  | P. J. Akeeagok   | 19 novembre 2021 | en fonction      | 3 ans, 3 mois et 11 jours | 6e         | Iqaluit-Niaqunnguu         | Indépendant     |

### Anciens premiers ministres encore vivants
Depuis juin 2018, les quatre anciens premiers ministres nunavois sont tous encore en vie, le plus âgé étant Paul Quassa, né en 1952.
| Nom            | Mandat    | Date de naissance |
| -------------- | --------- | ----------------- |
| Paul Okalik    | 1999–2008 | 26 mai 1964       |
| Eva Aariak     | 2008-2013 | 10 janvier 1955   |
| Peter Taptuna  | 2013-2017 | 28 octobre 1956   |
| Paul Quassa    | 2017-2018 | 1952              |
| Joe Savikataaq | 2018-2021 | 8 décembre 1960   |